# 英姓
英姓是漢姓之一。

## 姓氏起源
相傳英姓族人源出有二：
1. 通志氏族略：英氏出自偃姓，皋陶之后，以古国名为氏。[1]
2. 《史记》记载：英姓后人有改为廖姓。[1]

## 名人
- 英布：西漢開國元勛之一,淮南王、九江王。
- 英敛之：清末民初教育家、記者， 滿洲正紅旗人，本姓赫舍里。
- 英若誠：中國表演藝術家、翻譯家，曾任中華人民共和國文化部副部長。（ 英斂之之孫）
- 英达：中國大陸演員和導演。（ 也是英若誠兒子）
- 英健朗：香港ViuTV藝人。
- 英承晞：台灣藝人。
- 英家睿：台灣嘉義市東區人。

## 延伸阅读
[在维基数据编辑]
 《欽定古今圖書集成·明倫彙編·氏族典·英姓部》，出自陈梦雷《古今圖書集成》